# Johanna Bleker
Johanna Bleker, geborene Berger (* 16. November 1940 in Neuss), ist eine deutsche Medizinhistorikerin.

## Leben
Johanna Bleker studierte Medizin an den Universitäten Zürich und Münster, wurde 1966 zum Dr. med. promoviert und erhielt 1968 ihre ärztliche Approbation. Danach arbeitete sie unter anderem zur Geschichte der Uroskopie am Institut für Geschichte der Medizin der Universität Münster, wo sie, nun verheiratete Bleker, sich 1978 mit einer Arbeit über die Naturhistorische Schule, eine medizinische Strömung in der deutschen Medizin von 1825–1845, habilitierte. 
Von 1978 bis 2004 war Johanna Bleker Professorin am Institut für Geschichte der Medizin Freien Universität Berlin. Von 2001 bis 2004 war sie Geschäftsführende Direktorin des Instituts für Geschichte der Medizin. Sie war geschäftsführende Herausgeberin der Zeitschrift Medizinhistorisches Journal und Mitherausgeberin der Abhandlungen zur Geschichte der Medizin und der Naturwissenschaften.
Ihre Forschungsschwerpunkte sind medizinische Theorien und gesellschaftlicher Wandel im 19./20. Jahrhundert sowie Frauen- und Geschlechtergeschichte in der Medizin.

## Veröffentlichungen (Auswahl)
- Von der Uroscopie zur Urochemie. In: Hippokrates. Band 37, (Stuttgart) 1966, S. 653–657.
- Die Harndiagnostik des Leonhard Thurneysser zum Thurn. In: Deutsches Ärzteblatt. Band 67, Nr. 43, 1970, S. 3202–3209.
- Die Kunst des Harnsehens – ein vornehm und nötig Gliedmaß der schönen Artzeney. In: Hippokrates. Band 41, (Stuttgart) 1970, S. 385–395.
- Die Geschichte der Nierenkrankheiten. Boehringer Mannheim, Mannheim 1972.
- Zur Physiologie und Pathologie der Nieren bei Galen. In: Sudhoffs Archiv. Band 59, 1975, S. 321–327.
- Die Naturhistorische Schule 1825–1845. Ein Beitrag zur Geschichte der klinischen Medizin in Deutschland. Gustav Fischer, Stuttgart 1981 (= Medizin in Geschichte und Kultur. Band 13).
- mit Heinz-Peter Schmiedebach (Hrsg.): Medizin und Krieg. Vom Dilemma der Heilberufe 1865–1985. Fischer TB, Frankfurt am Main 1987.
- Johann Lukas Schönlein. In: Wilhelm Treue, Rolf Winau (Hrsg.): Berlinische Lebensbilder II. Mediziner. Colloquium-Verlag, Berlin 1987, S. 51–69.
- Hysterie, Dysmenorrhoe, Chlorose: Diagnosen bei Frauen der unterschicht im frühen 19. Jahrhundert. In: Medizinhistorisches Journal. Band 28, 1993, S. 345–374.
- Patientenorientierte Krankengeschichtsschreibung – Fragestellung, Quellenbeschreibung, Bearbeitungsmethode. / Die Krankenjournale des Juliusspitals als Quelle der Morbiditätsverhältnisse. Theoretische und bearbeitungstechnische Aspekte. / Die Krankheits- und Sterblichkeitsverhältnisse am Juliusspital 1821–1829. In: Johanna Bleker, Eva Brinkschulte, Pascal Grosse (Hrsg.): Kranke und Krankheiten im Juliusspital zu Würzburg 1819–1829. Zur frühen Geschichte des Allgemeinen Krankenhauses in Deutschland. Matthiesen, Husum 1995 (= Abhandlungen zur Geschichte der Medizin und der Naturwissenschaften. Band 72), S. 11–22 / S. 75–91 / S. 92–124.
- als Hrsg. mit Eva Brinkschulte und Pascal Grosse: Kranke und Krankheiten im Juliusspital zu Würzburg 1819–1829. Zur frühen Geschichte des Allgemeinen Krankenhauses in Deutschland. Matthiesen, Husum 1995 (= Abhandlungen zur Geschichte der Medizin und der Naturwissenschaften. Band 72).
- mit Eva Brinkschulte: Windpocken, Varioloiden oder echte Menschenpocken? Zu den Fallstricken der retrospektiven Diagnostik. Eine Untersuchung anhand der Patientendaten des Würzburger Juliusspitals 1819 bis 1829. In: NTM Zeitschrift für Geschichte und Ethik der Naturwissenschaften, Technik und Medizin. Neue Folge, Band 3, 1995, S. 97–116.
- Die medizinische Funktion des frühmodernen Krankenhauses. Zur Analyse des Diagnosespektrums der Inneren Abteilung des Würzburger Juliusspitals 1819–1829. In: Alfons Labisch, Reinhard Spree (Hrsg.): „Einem jeden Kranken in einem Hospital sein eigenes Bett.“ Zur Sozialgeschichte des Allgemeinen Krankenhauses in Deutschland im 19. Jahrhundert. Campe, Frankfurt / New York 1996, S. 123–144.
- mit Sabine Schleiermacher: Ärztinnen aus dem Kaiserreich. Lebensläufe einer Generation. Beltz. Deutscher Studien Verlag, Weinheim 2000, ISBN 978-3-89271-898-7.